# Melissa Doi
Melissa Cándida Doi (1 de Setembro de 1969 – 11 de Setembro de 2001) foi uma gerente financeira, que foi vítima dos ataques de 11 de Setembro ao World Trade Center.
Melissa é conhecida por sua ligação/gravação ao 9-1-1 (linha de emergência americana na qual ela ligou) em seus últimos momentos de vida dentro da torre sul, enquanto estava cercada de fogo e fumaça. Sua conversa telefônica foi utilizada como prova contra Zacarias Moussaoui, terrorista envolvido nos ataques.
A sua conversa emocional com a operadora do 911, Barnes, teve grande repercussão em diversos meios de comunicação.

## Vida e educação
Doi era graduada na Spence School, após atender a Northwestern University, onde se graduou em 1991 em sociologia e foi integrante da caridade Delta Gamma. Ela também gostaria de ser bailaria. Após sua graduação, ela arrumou um trabalho em relações publicas, quando se moveu para trabalhar com banking. Em 1997, ela entrou no IQ Financials, e logo se tornou uma gerente financeira. "Missy" - como era conhecida -, foi a filha única de sua mãe, Evelyn Alderete.

## Morte e ligação ao 9-1-1
De acordo com uma gravação executada durante o julgamento de Zacarias Moussaoui, em 11 de Setembro de 2001, quando a torre sul do World Trade Center foi atingida pelo United Airlines Flight 175, Melissa e outras cinco pessoas estavam presas no octogésimo terceiro andar, onde o IQ Financial Systems estava localizado. Durante a ligação, a operadora tentou manter Melissa calma e extrair informação da mesma. Ela dizia: "Bem, ainda não há ninguém aqui, e o andar está completamente em chamas. Nós estamos sobre o chão e não podemos respirar. E está muito, muito, muito quente." Por questões de privacidade, apenas quatro minutos da chamada de 24 minutos foram mostrados publicamente; além da conversa com Melissa, havia mais de 1600 conversas de pessoas que estavam presas no World Trade Center.
Enquanto a torre sul queimava, ela pediu para a operada: "Eu posso ficar na linha com você, por favor? Eu sinto que eu estou morrendo."
Próximo ao fim da ligação, Doi diz o último nome de sua mãe, e pede para a operadora preparar uma ligação de três vias, assim, Melissa poderia falar com sua mãe pela última vez. "Nós não podemos colocar ela na ligação", dizia a operadora "Nós não temos um sistema de três vias para isso".
Enquanto a fumaça e o calor começava a subir, Melissa disse para a operadora o nome de sua mãe e o número de telefone, na esperança de passar sua última mensagem.
Naquela manhã, Evelyn Alderete (mãe de Melissa), recebeu uma ligação da operadora do 9-1-1, que falou com Melissa enquanto ela estava presa na torre, com a operadora dizendo que havia uma mensagem de sua filha: "Diga para minha mãe que eu amo ela, e que ela é a melhor mãe do mundo todo." Após 24 minutos e meio, a ligação corta. Levaram-se três anos para seus restos terem sido encontrados entre os escombros.
O nome de Melissa está memorizado na piscina sul, no painel S-46.

## Transcrição da ligação de Melissa ao 911
| Transcrição da conversa de telefone | Transcrição da conversa de telefone |
| Quem fala                           | Transcrição |
| ----------------------------------- | --- |
| Melissa Doi                         | (sussurrando para si mesma angustiada) Santa mãe de Deus! |
| Atendente do NYPD 8695              | 8695, Bom dia, ininteligível bom dia. |
| ininteligível                       | Olá, por favor, qual o seu número de telefone? |
| Atendente do 8695/911               | 8-6-9-5 |
| Melissa Doi                         | Oh, meu Deus, eu estou no octogésimo terceiro andar... |
| não identificado                    | 86...o quê? |
| Melissa Doi                         | Eu estou no octogésimo terceiro andar... |
| não identificado                    | Senhora, pare com isso, octogésimo terceiro o quê? |
| Atendente do 8695/911               | 8-6-9-5 |
| não identificado                    | ininteligível...alguém está tendo dificuldades para respirar no octogésimo terceiro andar. |
| Atendente do 8695/911               | Olá, senhora, como você está? |
| Melissa Doi                         | É...é...eles vão trazer alguém aqui para cima? |
| Atendente do 8695/911               | Bem, é claro, senhora, nós estamos indo até você |
| Melissa Doi                         | Bem, ainda não há ninguém aqui, e o andar está completamente em chamas. Nós estamos no chão e nós não podemos respirar.                                                                        |
| Atendente do 8695/911               | não legível |
| Melissa Doi                         | E está muito, muito, muito quente. |
| Atendente do 8695/911               | Está muito...as luzes continuam ligadas? |
| Melissa Doi                         | As luzes estão ligadas, mas está muito quente. |
| Atendente do 8695/911               | Senhora, agora, senhora... |
| Melissa Doi                         | MUITO quente! Nós estamos no outro lado da Liberdade, e está muito, muito quente. |
| Atendente do 8695/911               | Bem, as luzes, você poderia desligar as luzes |
| Melissa Doi                         | Não, não, as luzes estão desligadas |
| Atendente do 8695/911               | Está bem, ótimo, agora todo mundo se acalme, você precisa fazer um bom trabalho... |
| Melissa Doi                         | Por favor! |
| Atendente do 8695/911               | Senhora, ouça, todos estão chegando, todo mundo sabe, todos sabem o que aconteceu, ok...eles precisam de tempo para chegar até aí, você sabe disso. Você precisa tomar muito cuidado.          |
| Melissa Doi                         | muito quente |
| Atendente do 8695/911               | Eu compreendo. Você precisa ser muito, muito cautelosa… bem como eles chegam até você, está bem? Agora fique calma. Quantas pessoas estão onde com você?                                       |
| Melissa Doi                         | Algo como, cinco pessoas aqui comigo. |
| Atendente do 8695/911               | Todos no octogésimo terceiro andar? |
| Melissa Doi                         | Octogésimo terceiro andar |
| Atendente do 8695/911               | com cinco pessoas...cinco pacientes... todos estão tendo problemas para respirar? |
| Melissa Doi                         | Todos estão com problemas para respirar, alguns estão piores...que os outros. |
| Atendente do 8695/911               | Ninguém está inconsciente, todos estão acordados? |
| Melissa Doi                         | Até agora, sim, mas há... |
| Atendente do 8695/911               | Ouça, ouça, todos estão acordados? |
| Melissa Doi                         | Sim, até agora. |
| Atendente do 8695/911               | Conscientes? E está muito quente aí, mas não há fogo, certo? |
| Melissa Doi                         | Eu não posso ver porque está muito alto. |
| Atendente do 8695/911               | Não, não, muito quente, não há fogo, e não há fumaça, certo? não há fumaça, certo? |
| Melissa Doi                         | É CLARO QUE HÁ FUMAÇA! |
| Atendente do 8695/911               | Senhora, senhora, você precisa se acalmar. |
| Melissa Doi                         | Há fumaça! Eu não consigo respirar! |
| Atendente do 8695/911               | Certo, fique calma comigo, ok? Eu compreendo... |
| Melissa Doi                         | Eu acho que há fogo porque está muito quente. |
| Atendente do 8695/911               | Ok, é... |
| Melissa Doi                         | Está muito quente, em todo o andar. |
| Atendente do 8695/911               | Certo, eu sei que você não pode ver nada, mas eu, eu...gagueja...Eu vou, eu vou anotar tudo o que você me falar, ok? E está muito quente, você não vê fogo, mas você vê fumaça, certo?         |
| Melissa Doi                         | Está muito quente, eu vejo...Eu não vejo, eu não consigo mais ver o ar! |
| Atendente do 8695/911               | Okay... |
| Melissa Doi                         | Tudo o que eu vejo é fumaça. |
| Atendente do 8695/911               | Ok, querida, eu sinto muito, aguente por um segundo, fique calma comigo, fique calma, ouça, ouça, a ligação está ativa, eu estou documentando, resista por um segundo, por favor...            |
| Melissa Doi                         | Eu vou morrer, não vou? |
| Atendente do 8695/911               | Não, não, não, não, não, não, não, faça, senhora, faça uma prece. |
| Melissa Doi                         | Eu vou morrer. |
| Atendente do 8695/911               | Você precisa pensar positivo, porque precisam ajudar uns aos outros |
| Melissa Doi                         | Eu vou morrer. |
| Atendente do 8695/911               | Olha, fique calma, fique calma, fique calma, fique calma. |
| Melissa Doi                         | Por favor, meu Deus... |
| Atendente do 8695/911               | Você está indo bem, senhora, você está indo bem. |
| Melissa Doi                         | Não, está muito quente, eu estou queimando. |
| Atendente do 8695/911               | Certo, senhora, o andar está quente, tudo está quente, existem, existem, existem mesas por aí? Se você subir, você vai se distanciar da fumaça. Certo, eu entendo isso tudo. Aguente um pouco. |
| Atendente do 8695/911               | (no rádio) octogésimo terceiro andar, três pessoas presas |
| não identificado                    | (no rádio) Onde? |
| Atendente do 8695/911               | (no rádio) Na saída do octogésimo terceiro andar, eles estão presos, muito quente...isso é o que eu estou fazendo, apenas fazendo com que você saiba.                                          |
| Melissa Doi                         | (súbita interrupção) Espere! Espere! Nós ouvimos vozes! (gritando aos bombeiros) EI! SOCORRO!                                                                                                  |
| Atendente do 8695/911               | Oká, senhora? Senhora? |
| Melissa Doi                         | (gritando aos bombeiros) SOCOOOOOORRO |
| Atendente do 8695/911               | Certo, fique calma, senhora, senhora. |
| Melissa Doi                         | (gritando aos bombeiros) SOCOOOOOORRO |
| Atendente do 8695/911               | Fique calma, fique calma, apenas não se mova. |
| Melissa Doi                         | Oh, meu Deus... |
| Atendente do 8695/911               | Eles estão indo até você agora? |
| Melissa Doi                         | Veja se não há mais ninguém no octogésimo terceiro andar. |
| Atendente do 8695/911               | Senhora, não se preocupe, você vai continuar comigo no telefone e nós... |
| Melissa Doi                         | Poderia ver se há mais alguém no octogésimo terceiro andar, porque achamos que ouvimos alguém!                                                                                                 |
| Atendente do 8695/911               | Senhora, escute, me desculpe, nós já avisamos o tenente, ok? |
| unidentified                        | tráfego de rádio ilegível |
| Atendente do 8695/911               | Eu já avisei ao tenente que há cinco pessoas no octogésimo terceiro andar, muito quente e muita fumaça, eles não conseguem ver você, entende, querida?                                         |
| Melissa Doi                         | Você poderia...poderia... |
| Atendente do 8695/911               | Eu já fiz isso, querida. |
| Melissa Doi                         | Fique na linha comigo, por favor, eu sinto como se estivesse morrendo. |
| Atendente do 8695/911               | Sim, senhora, eu vou ficar aqui com você. |
| Melissa Doi                         | Eles estão aqui? |
| Atendente do 8695/911               | Eles já estão com você, querida? |
| Melissa Doi                         | Não |
| Atendente do 8695/911               | Certo, fique calma até que eles cheguem aí. |
| Melissa Doi                         | Você sabe onde eles estão? |
| Atendente do 8695/911               | Certo, fique calma, fique calma, fique calma até que eles entrem aí. |
| Melissa Doi                         | Poderia...(a voz corta) |
| não identificado                    | tráfego do rádio do Despachante 8695 e um desconhecido |